# Jerry Falwell
Rendkívül ismert, befolyásos amerikai médiaszemélyiség, politikus és baptista lelkész, egyháza a Southern Baptist Convention. A CBN (Christian Broadcasting Network) televízió és a Liberty University alapítója, mely a világ egyik legnagyobb keresztény egyeteme.

## Élete
Falwell és ikerbátyja Gene, Fairview Heights-ban született, az Amerikai Egyesült Államokban, Virginia államban. Édesanyjuk Helen Virginia (született Beasley) volt, míg édesapjuk Carey Hezekiah Falwell. 1958. április 12-én feleségül vette Macel Pate-et, gyermekeik Jerry Jr. (jogász), Jonathan (lelkész a Thomas Road Baptista Egyházban) és Jeannie (sebész). 1961-ben alapította a CBN-t (Christian Broadcasting Network), majd 1971-ben a Liberty University-t. 